# Kuskowo Kmiece
Kuskowo Kmiece – wieś w Polsce położona w województwie mazowieckim, w powiecie mławskim, w gminie Strzegowo.
W latach 1975–1998 miejscowość administracyjnie należała do województwa ciechanowskiego.
Obok miejscowości przepływa rzeczka Wisiołka, dopływ Wkry.